# Venere di Tan-Tan

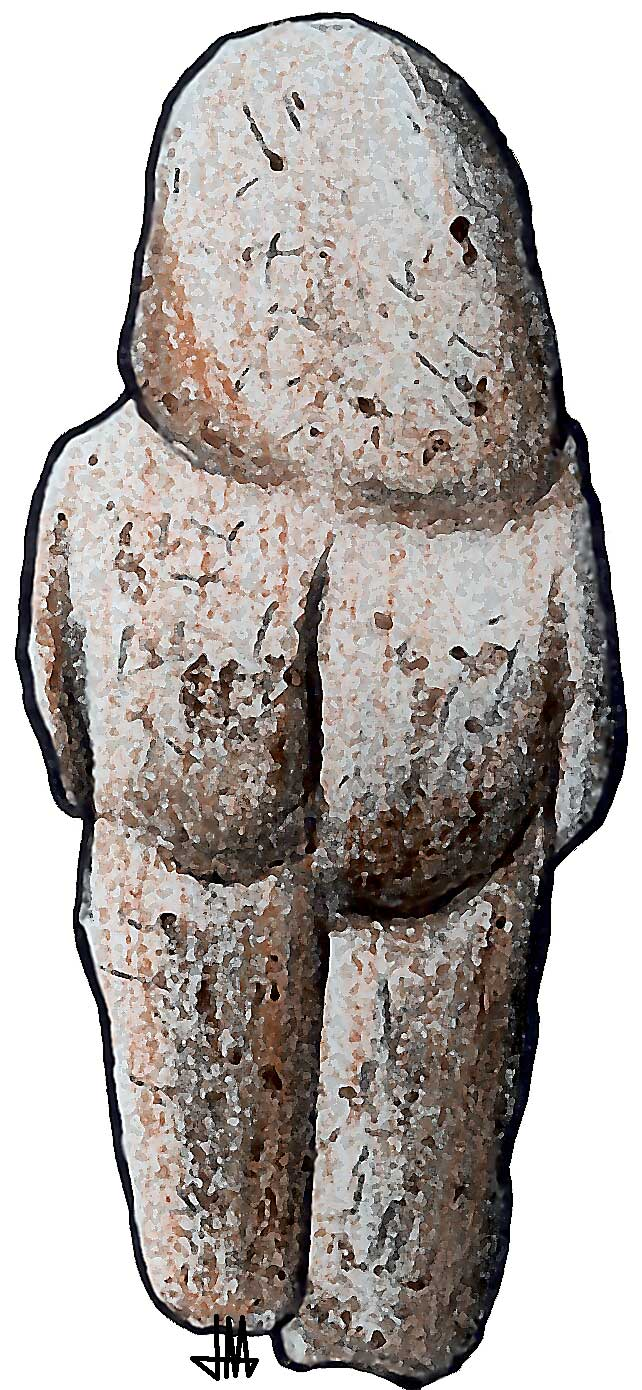
Venere di Tan-Tan

La Venere di Tan-Tan è un reperto archeologico di arte preistorica rinvenuto presso la città di Tan-Tan, Marocco nel 1999.
La statuetta è alta circa 6 centimetri, in quarzite, di sesso indeterminato e scolpita senza una testa ben definita. È stata datata in un intervallo di tempo che va dal 500.000 a.C. al 300.000 a.C., per cui potrebbe essere contemporanea della Venere di Berekhat Ram e quindi tra le prime rappresentazioni della figura umana. In origine era dipinta con ocra rossa ciò fa ritenere che dovesse possedere qualche importanza simbolica; questo reperto è il più antico rinvenuto con tracce di pittura applicata dopo la lavorazione. Fu scoperta durante un'indagine archeologica svolta da Lutz Fiedler, un archeologo tedesco dell'Assia, nel deposito del fiume Draa, pochi chilometri a sud della città marocchina di Tan-Tan.
È classificata come una classica Venere preistorica, anche se tra gli studiosi vi è in atto una polemica riguardante la sua natura e origine. Il suo scopritore ed altri studiosi, come  Robert Bednarik, pensano che l'oggetto abbia naturalmente posseduto una forma simile a quella umana, la quale è stata accentuata da una lavorazione posteriore con un cuneo di pietra; inoltre sono stati scoperti sulla sua superficie dei resti di pigmenti utilizzati per accentuare maggiormente la sua forma umanoide.
Per altri, come il professor Stanley Ambrose dell'università dell'Illinois, si tratta di una pietra la cui forma deriverebbe da fenomeni naturali come l'erosione da parte del vento o acqua.